# Marcin Tomczak (poeta)
Marcin Tomczak (ur. 5 czerwca 1985 w Ostrołęce) – polski historyk, poeta i prozaik.

## Życiorys
Syn Stanisława i Teresy z Warszewików Tomczaków, wychowany w Glebie.
Absolwent Akademii Humanistycznej im. Aleksandra Gieysztora w Pułtusku (magister historii), a następnie studiów podyplomowych w Wyższej Szkole Zarządzania i Przedsiębiorczości im. Bogdana Jasińskiego w Łomży (przygotowanie pedagogiczne).
Laureat Nagrody Specjalnej na XXI Ogólnopolskim Konkursie Poetyckim im. Jacka Bierezina 2015 za projekt tomiku Weno wej!. Wyróżniony w konkursie o Nagrodę Poetycką im. Kazimiery Iłłakowiczówny 2016 na najlepszy debiut poetycki roku za tomik Weno wej!. Publikował m.in. w Arteriach i  Przydrożach. Mieszka w Ostrołęce.

## Książki
- Wróżda (Pracownia na Pastwiskach, Cieszyn 2015), powieść[1]
- Weno, wej! (Dom Literatury, Stowarzyszenie Pisarzy Polskich O/Łódź, Łódź – Kadzidło 2016), tomik poezji

## Nagrody
- Odznaka „Zasłużony Honorowy Dawca Krwi”[1]
- Kurpik 2015 – Nagroda Prezesa Związku Kurpiów – w kategorii Nauka i pióro[4]